# Anže Tavčar
Anže Tavčar, född 2 december 1994, är en slovensk simmare.
Tavčar tävlade för Slovenien vid olympiska sommarspelen 2016 i Rio de Janeiro, där han blev utslagen i försöksheatet på både 100 och 200 meter frisim.